# Buddleja incana
Buddleja incana Ruiz & Pav. es una especie de árbol perteneciente a la familia Scrophulariaceae. Sus flores son usadas para elaborar tintes y sus tronco, por su dureza, es empleado en la elaboración de distintos utensilios y materiales. Además, sus hojas tienen propiedades medicinales. 

## Descripción
Árbol de 5 a 7 m de alto y 20 a 50 cm de diámetro. Por el uso intensivo que se le da, se le puede considerar como una especie amenazada.

### Corteza
La corteza externa es agrietada y de color marrón cenizo, mientras que la corteza interna es de color crema claro.

### Hojas
Sus hojas son oblongas, crenuladas, de envés lanuginoso y blanquecino, haz glabro y rugoso de color verde oscuro.

### Flores e inflorescencia
Las flores son sésiles, acomodadas en cabezuelas pedunculadas y globosas; inicialmente las flores son amarillas, pero después se tornan anaranjadas. Se tienen registros de inflorescencia entre mayo y septiembre.

### Frutos
Los frutos son pequeños, ovoides, de unos 5 mm a 6 mm de longitud. Se abren en dos partes y contienen gran cantidad de semillas diminutas. Las fructificación se da entre junio y agosto.

## Distribución geográfica
Es nativo de Bolivia, Colombia, Ecuador y Perú, crece principalmente en la Puna andina, mostrando presencia considerable en la Cordillera Blanca.
En el Perú se ha registrado en Amazonas, Ancash, Cajamarca, Cusco, Huánuco, Junín, La Libertad, Lima y Pasco, entre los 2300 y 4500 m s. n. m.

## Hábitat
Crece a lo largo de quebradas, orillas de ríos y áreas perturbadas, formando parte del matorral.

## Usos
Los Incas usaron su madera, muy dura, para tallado. En los siglos XVI y XVII su uso era similar al árbol de olivo. 
Para fines medicinales se usa el follaje, en infusión, para solucionar problemas de ovario, gastritis, enfermedades de riñón y úlceras. También se aplica sobre la piel para cicatrizar heridas.
De las flores se obtiene un tinte de color amarillo, empleado para el teñido de textiles. También es apreciada como especie ornamental.
Se emplea en carpintería y construcción: en puertas, ventanas, vigas, dinteles, y en la elaboración de herramientas agrícolas.
En la sierra central de Perú, se usa frecuentemente como cerco vivo alrededor de las viviendas y predios agrícolas. Esta práctica brinda protección a los cultivos ante las inclemencias del fuerte clima andino, el viento y las heladas.

## Taxonomía
Buddleja incana fue descrita por Ruiz & Pav. y publicado en Flora Peruviana, et Chilensis 1: 52, pl. 80, f. b. 1798.

### Etimología
Buddleja: nombre genérico otorgado en honor de Adam Buddle, botánico y rector en Essex, Inglaterra.
incana: epíteto latino que significa "gris, canoso".

### Sinonimia
- Buddleja bullata Kunth
- Buddleja incana var. pannulosa Diels
- Buddleja longifolia Kunth
- Buddleja rugosa Kunth[8]

## Nombres comunes
- Quishuar[9] (del quechua kishwar) o quisuar (del quechua sureño kiswar)[10]